# Podział administracyjny Meklemburgii-Pomorza Przedniego

Podział administracyjny Meklemburgii-Pomorza Przedniego

Niemiecki kraj związkowy Meklemburgia-Pomorze Przednie od 4 września 2011 r. na podstawie ustawy Landtagu Meklemburgii-Pomorza Przedniego z 12 lipca 2010 r. jest podzielony na 6 powiatów (niem. Landkreis) i 2 miasta na prawach powiatu (kreisfreie Stadt).

## Powiaty
- powiat Ludwigslust-Parchim
- powiat Mecklenburgische Seenplatte
- powiat Nordwestmecklenburg
- powiat Rostock
- powiat Vorpommern-Greifswald
- powiat Vorpommern-Rügen

## Miasta na prawach powiatu
- Rostock
- Schwerin

## Podział w latach 1994–2011
Od 12 czerwca 1994 do 3 września 2011 Meklemburgia-Pomorze Przednie składała się z 12 powiatów (niem. Landkreis) oraz sześciu miast na prawach powiatu (kreisfreie Stadt).
| 1. powiat Bad Doberan 2. powiat Demmin 3. powiat Güstrow 4. powiat Ludwigslust 5. powiat Mecklenburg-Strelitz 6. powiat Müritz | 1. powiat Nordvorpommern 2. powiat Nordwestmecklenburg 3. powiat Ostvorpommern 4. powiat Parchim 5. powiat Rügen 6. powiat Uecker-Randow | A. Greifswald B. Neubrandenburg C. Rostock D. Schwerin E. Stralsund F. Wismar |